# Lutjanus madras
Lutjanus madras is een straalvinnige vis uit de familie van snappers (Lutjanidae) en behoort derhalve tot de orde van baarsachtigen (Perciformes). De vis kan een lengte bereiken van 30 centimeter.

## Leefomgeving
Lutjanus madras is een zoutwatervis. De vis prefereert een tropisch klimaat en heeft zich verspreid over de Grote- en Indische Oceaan. De diepteverspreiding is 5 tot 90 meter onder het wateroppervlak.

## Relatie tot de mens
Lutjanus madras is voor de visserij van aanzienlijk commercieel belang. In de hengelsport wordt er weinig op de vis gejaagd.